# 이리고현초등학교
이리고현초등학교는 대한민국 전북특별자치도 익산시 모현동1가에 있는 공립 초등학교이다.1949년에 개교했고 현재까지 운영하고있는 초등학교이다.

## 학교 연혁
- 1949년 10월 4일 이리고현공립국민학교 개교
- 1950년 4월 1일 이리고현국민학교로 명칭 변경
- 1983년 9월 1일 이리서초등학교(5학급) 분리(361명)
- 1985년 3월 8일 병설유치원 개원
- 1994년 1월 10일 급식소 설치
- 1995년 5월 20일 본관교실(23실) 완공
- 1996년 3월 1일 이리모현초등학교로 교명 변경
- 1996년 3월 1일 이리모현초등학교(5학급) 분리(264명)
- 1997년 7월 18일 학교 방송실 3원 방송시설 완비
- 1998년 5월 1일 강당 겸 체육관 준공(3,408m)
- 2006년 3월 1일 특수학급 개설
- 2019년 2월 15일 제69회 졸업(졸업생 73명, 총 12,940명 졸업)
- 2019년 3월 1일 17학급(특수1포함), 유치원 1학급 편성
- 2019년 3월 1일 제23대 양병중 교장 부임
- 2019년 12월 31일 제70회 졸업(졸업생 64명, 총13,004명 졸업)
- 2020년 3월 1일 18학급(특수1포함), 유치원 1학급 편성
- 2021년 2월 10일 제71회 졸업(졸업생49명, 총13,053명)
- 2025년 1월 6일 제 75회 졸업(졸업생 60명, 총 13,316명)

## 학교 상징
- 교화 - 장미
  - 장미과에 속하는 낙엽성 관목으로 아름다운 꽃이 피고 관상용, 향료용으로 재배, 이용하고 있음
  - 그리는 상 : 마음을 곱게 다듬고 어진 성품으로 향기로운 홍익인간이 되자.
- 교목 - 소나무
  - 소나무과의 상록 침엽교목으로 목재는 오랜 세월 여러 방면으로 활용되어오고 있음
  - 그리는 상 : 세찬 눈보라에도 꿋꿋하게 뻗어가는 푸른 기상을 가지자.
- 교조 - 비둘기
  - 조류 비둘기과의 총칭으로 우리나라의 어디에서나 볼 수 있으며 기원전 400년부터 사육하고 인간과 친밀한 새임
  - 그리는 상 : 평화와 자유를 사랑하고 인류공영의 이상을 실현하자.

## 참고 자료
- 이리고현초등학교 - 한국교육학술정보원 학교알리미